# مونیکا خابل
مونیکا خابل (لهستانی: Monika Chabel؛ زادهٔ ۱۰ مهٔ ۱۹۹۲) قایقران روئینگ اهل لهستان است.
وی در مسابقات کشوری و بین‌المللی در مجموع برندهٔ ۳ مدال نقره، ۵ مدال برنز شده‌است.